# Dennis Tito
Dennis Tito (Queens/New York, 1940. augusztus 8. –) amerikai milliomos. Elsősorban arról ismert, hogy 2001-ben az első űrturistaként jutott el a Nemzetközi Űrállomásra.

## Pályafutása
1962-ben a New York-i Egyetemen Repülésből – űrrepülésből szerzett diplomát, 1964-ben lett mérnök. 1972-ben megalapította befektetés-kezelő, valamint tanácsadó vállalatát. A matematika-számítástechnika alkalmazásával igyekeznek ügyfeleiknek magasabb hozamokat elérni.
A NASA korábban elutasította űrrepülési igényét. 2000. október 9-től részesült űrhajóskiképzésben, 20 millió dollár megfizetését követően a Jurij Gagarin Űrhajóskiképző Központban. Egy űrszolgálat alatt összesen 7 napot, 22 órát és 4 percet töltött a világűrben. Űrhajós pályafutását 2001. május 6-án fejezte be.

### Űrutazás

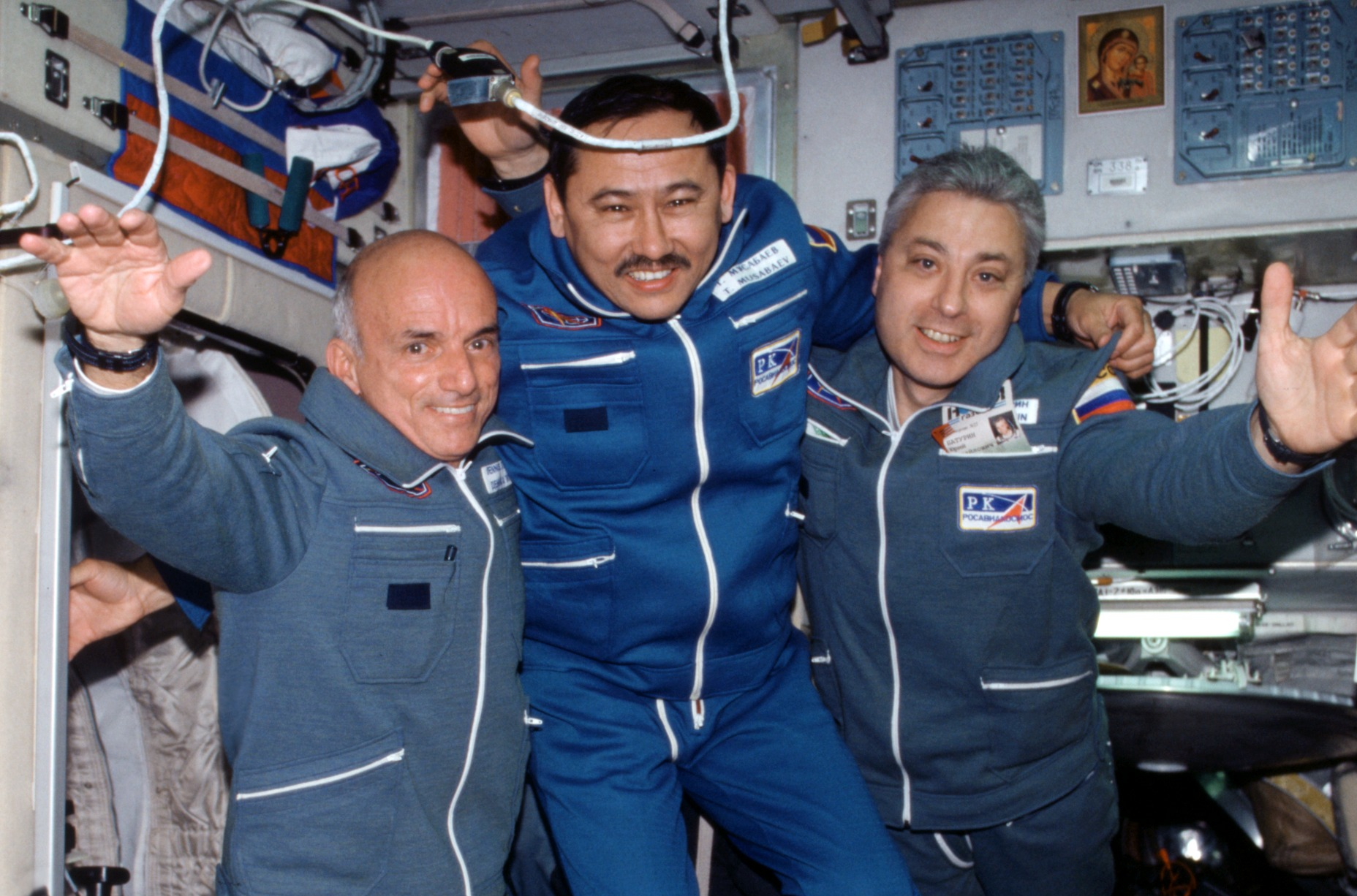
A Szojuz TM-32 legénysége: Dennis Tito, Talgat Amankeldiuli Muszabajev és Jurij Mihajlovics Baturin

Szojuz TM–32 űreszköz speciális-űrhajósa. Egy amerikai milliomos, aki 2001-ben az első űrturistaként jutott a Nemzetközi Űrállomásra (ISS). Összesen 7 napot, 22 órát és 4 percet töltött a világűrben. Szojuz TM–31 űreszköz fedélzetén tért vissza a Földre.

### Inspiration Mars
2013. februárban Tito bejelentette, hogy magán-finanszírozott űreszközt kíván 2018-ig a Marsra küldeni. Az 501 napos program feltételei (technikai, emberi) adottak.

## Fordítás
- Ez a szócikk részben vagy egészben  a   Dennis Tito című angol Wikipédia-szócikk fordításán alapul.  Az eredeti cikk szerkesztőit annak laptörténete sorolja fel. Ez a jelzés csupán a megfogalmazás eredetét és a szerzői jogokat jelzi, nem szolgál a cikkben szereplő információk forrásmegjelöléseként.